# 本庄站 (埼玉縣)
本庄站（日语：〔〕／ Honjō eki */?）是東日本旅客鐵道（JR東日本）高崎線的鐵路車站，位於埼玉縣本庄市銀座三丁目。

## 車站結構

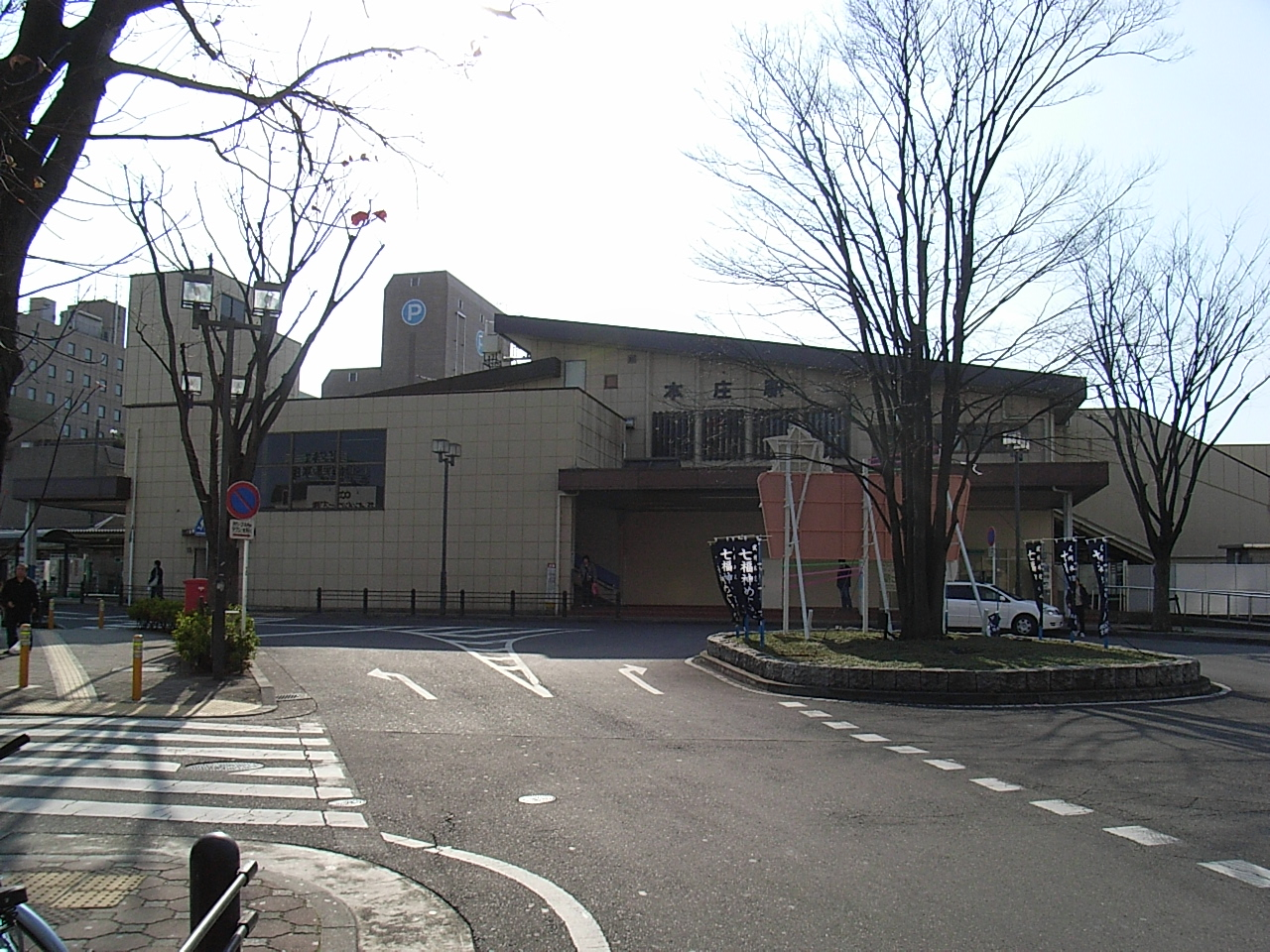
北口

本站是一個地面車站，站房採跨站式站房設計。站內設有綠色窗口（營業時間：06:00－21:00）和自動剪票機。
車站月台為2面3線設計，中間的線路只供上行（大宮方向）列車待避特急列車，一般情況下不會使用。

### 月台配置
| 月台 | 路線    | 方向 | 目的地                                                      | 備註                  |
| ---- | ------- | ---- | ----------------------------------------------------------- | --------------------- |
| 1、2 | ■高崎線 | 上行 | 大宮、東京、新宿、橫濱方向 （包括■湘南新宿線、■上野東京線） | 2號月台為待避列車使用 |
| 2、3 | ■高崎線 | 下行 | 高崎、前橋、水上方面                                        | 2號月台為待避列車使用 |

（來源：JR東日本:車站構內圖）

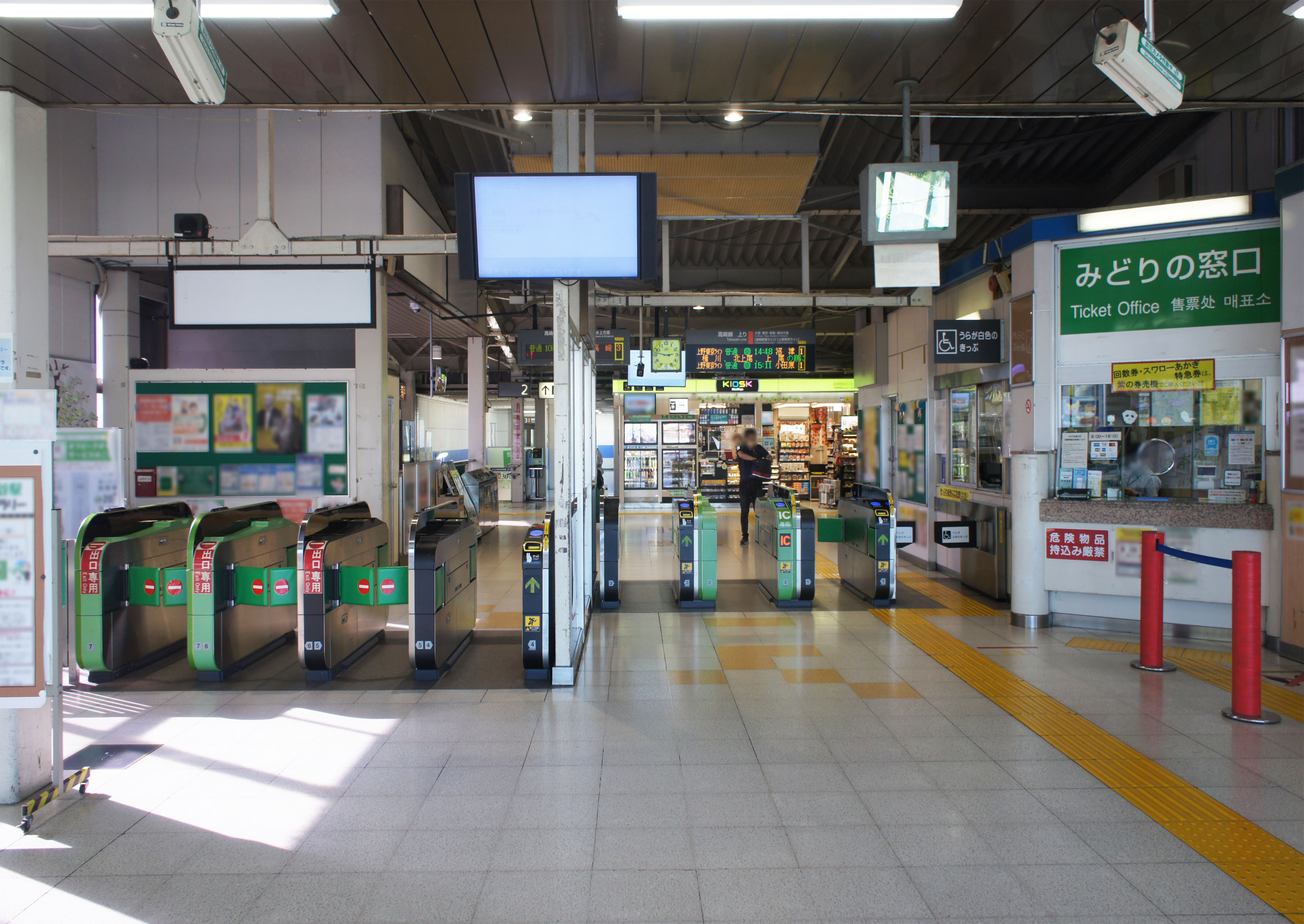
閘口（2021年10月）
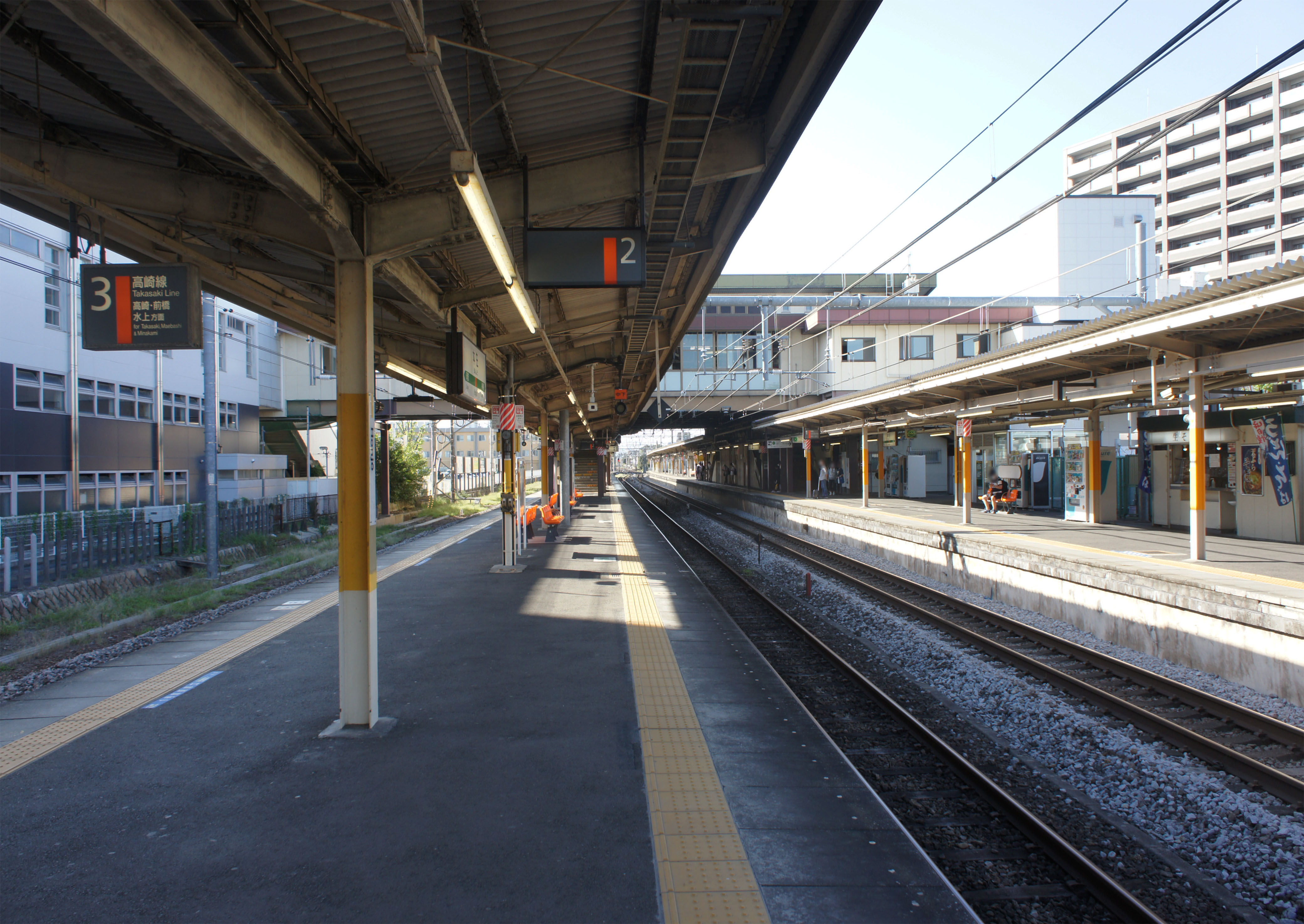
月台（2021年10月）

## 使用情況
2019年（令和元年）度1日平均上車人次為9,853人。高崎線熊谷站以北次於高崎站、籠原站、深谷站排行第4位。
根據JR東日本與埼玉縣統計年鑑，近年1日平均上車人次推移如下手女。
| 年度               | 1日平均 上車人次 | 來源     |
| ------------------ | ---------------- | -------- |
| 1990年（平成02年） | 12,795           |          |
| 1991年（平成03年） | 13,292           |          |
| 1992年（平成04年） | 13,519           |          |
| 1993年（平成05年） | 13,588           |          |
| 1994年（平成06年） | 13,681           |          |
| 1995年（平成07年） | 13,496           |          |
| 1996年（平成08年） | 13,322           |          |
| 1997年（平成09年） | 12,784           |          |
| 1998年（平成10年） | 12,364           |          |
| 1999年（平成11年） | 12,116           | [ * 1 ]  |
| 2000年（平成12年） | 12,082           | [ * 2 ]  |
| 2001年（平成13年） | 11,921           | [ * 3 ]  |
| 2002年（平成14年） | 11,669           | [ * 4 ]  |
| 2003年（平成15年） | 11,489           | [ * 5 ]  |
| 2004年（平成16年） | 10,573           | [ * 6 ]  |
| 2005年（平成17年） | 10,430           | [ * 7 ]  |
| 2006年（平成18年） | 10,527           | [ * 8 ]  |
| 2007年（平成19年） | 10,670           | [ * 9 ]  |
| 2008年（平成20年） | 10,782           | [ * 10 ] |
| 2009年（平成21年） | 10,576           | [ * 11 ] |
| 2010年（平成22年） | 10,502           | [ * 12 ] |
| 2011年（平成23年） | 10,440           | [ * 13 ] |
| 2012年（平成24年） | 10,410           | [ * 14 ] |
| 2013年（平成25年） | 10,494           | [ * 15 ] |
| 2014年（平成26年） | 10,051           | [ * 16 ] |
| 2015年（平成27年） | 10,398           | [ * 17 ] |
| 2016年（平成28年） | 10,315           | [ * 18 ] |
| 2017年（平成29年） | 10,119           | [ * 19 ] |
| 2018年（平成30年） | 9,972            | [ * 20 ] |
| 2019年（令和元年） | 9,853            |          |

## 歷史
- 1883年（明治16年）10月21日－日本鐵道本庄站開業。
- 1906年（明治39年）11月1日－日本鐵道被國有化，成為日本國鐵的車站。
- 1909年（明治42年）10月12日－日本國鐵重編路線，本站成為高崎線車站。
- 1915年（大正4年）9月20日－本庄電氣軌道開業，於本站正門設「本庄站前」站。
- 1930年（昭和5年）6月1日－本庄電氣軌道停業。
- 1933年（昭和8年）5月1日－本庄電氣軌道結業。
  - 直到1980年代中期，本站仍採用舊式車站營運模式，在列車到達時才開放剪票口。
- 1987年（昭和62年）4月1日－國鐵分割民營化，本站由JR東日本和JR貨物接手管理。
- 2001年（平成13年）11月18日－智能卡系統Suica正式投入服務。
- 2004年（平成16年）－隨著東京圈輸送管理系統在高崎線投入服務，本站安裝了電子顯示板和新廣播系統。
- 2007年（平成19年）－在月台增設綠色車廂售票機。

## 相鄰車站
東日本旅客鐵道
■高崎線
- 特急「赤城」停車站

■特別快速、■快速「Urban」、■普通
岡部－本庄－神保原

### 廢除路線
本庄電氣軌道
本庄－七軒町

### 使用情況
1. ↑  埼玉県統計年鑑 （页面存档备份，存于） - 埼玉県

JR東日本2000年度以後上車人次
1. ↑  各駅の乗車人員（2000年度） （页面存档备份，存于） - JR東日本
2. ↑  各駅の乗車人員（2001年度） （页面存档备份，存于） - JR東日本
3. ↑  各駅の乗車人員（2002年度） （页面存档备份，存于） - JR東日本
4. ↑  各駅の乗車人員（2003年度） （页面存档备份，存于） - JR東日本
5. ↑  各駅の乗車人員（2004年度） （页面存档备份，存于） - JR東日本
6. ↑  各駅の乗車人員（2005年度） （页面存档备份，存于） - JR東日本
7. ↑  各駅の乗車人員（2006年度） （页面存档备份，存于） - JR東日本
8. ↑  各駅の乗車人員（2007年度） （页面存档备份，存于） - JR東日本
9. ↑  各駅の乗車人員（2008年度） （页面存档备份，存于） - JR東日本
10. ↑  各駅の乗車人員（2009年度） （页面存档备份，存于） - JR東日本
11. ↑  各駅の乗車人員（2010年度） （页面存档备份，存于） - JR東日本
12. ↑  各駅の乗車人員（2011年度） （页面存档备份，存于） - JR東日本
13. ↑  各駅の乗車人員（2012年度） （页面存档备份，存于） - JR東日本
14. ↑  各駅の乗車人員（2013年度） （页面存档备份，存于） - JR東日本
15. ↑  各駅の乗車人員（2014年度） （页面存档备份，存于） - JR東日本
16. ↑  各駅の乗車人員（2015年度） （页面存档备份，存于） - JR東日本
17. ↑  各駅の乗車人員（2016年度） （页面存档备份，存于） - JR東日本
18. ↑  各駅の乗車人員（2017年度） （页面存档备份，存于） - JR東日本
19. ↑  各駅の乗車人員（2018年度） （页面存档备份，存于） - JR東日本
20. ↑  各駅の乗車人員（2019年度） （页面存档备份，存于） - JR東日本

埼玉縣統計年鑑
1. ↑  .   [2020-05-15]. （原始内容存档于2020-02-02）.
2. ↑  .   [2020-05-15]. （原始内容存档于2020-02-02）.
3. ↑  .   [2020-05-15]. （原始内容存档于2020-02-02）.
4. ↑  .   [2020-05-15]. （原始内容存档于2020-02-02）.
5. ↑  .   [2020-05-15]. （原始内容存档于2020-02-02）.
6. ↑  .   [2020-05-15]. （原始内容存档于2020-02-02）.
7. ↑  .   [2020-05-15]. （原始内容存档于2020-02-02）.
8. ↑  .   [2020-05-15]. （原始内容存档于2020-02-02）.
9. ↑  .   [2020-05-15]. （原始内容存档于2020-02-02）.
10. ↑  .   [2020-05-15]. （原始内容存档于2020-02-02）.
11. ↑  .   [2020-05-15]. （原始内容存档于2020-02-02）.
12. ↑  .   [2020-05-15]. （原始内容存档于2020-02-02）.
13. ↑  .   [2020-05-15]. （原始内容存档于2020-02-02）.
14. ↑  .   [2020-05-15]. （原始内容存档于2020-02-02）.
15. ↑  .   [2020-05-15]. （原始内容存档于2020-02-02）.
16. ↑  .   [2020-05-15]. （原始内容存档于2020-02-02）.
17. ↑  .   [2020-05-15]. （原始内容存档于2020-02-02）.
18. ↑  .   [2020-05-15]. （原始内容存档于2020-02-02）.
19. ↑  .   [2020-05-15]. （原始内容存档于2020-02-02）.
20. ↑  .   [2020-05-15]. （原始内容存档于2020-03-18）.

## 外部連結
- 車站資訊（本庄）：東日本旅客鐵道

36°14′10″N 139°11′19″E / 36.236135°N 139.188634°E